# كارل لودفيغ بلومه
كارل لودفيغ بلومه (1796-1862) (بالإنجليزية: Carl Ludwig Blume)‏ هو عالم نبات ألماني هولندي.